# Garajowa Obwodnica

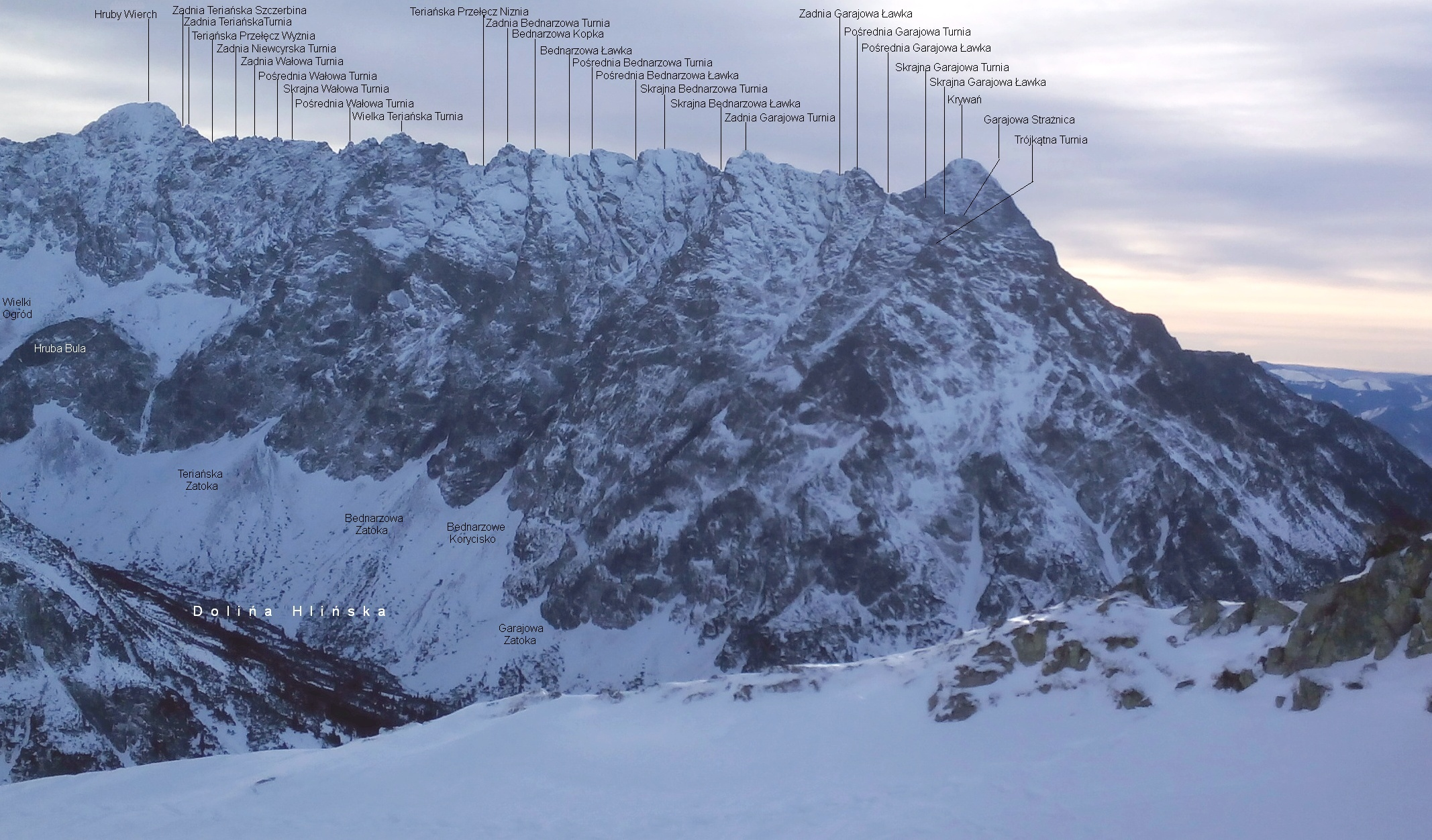
Widok od północy

Garajowa Obwodnica – system łatwych do przejścia, trawiastych zachodów przecinających zachodnią i północną ścianę Garajowej Strażnicy w Grani Hrubego w słowackich Tatrach Wysokich. Znajduje się mniej więcej w 2/3 wysokości tego masywu, nad głównym ciągiem Doliny Koprowej, oraz w jej odgałęzieniu – Dolinie Hlińskiej. Ma znaczenie dla taterników, gdyż przecina ją wiele dróg wspinaczkowych.
Nazwę tej formacji nadał Władysław Cywiński w 14 tomie przewodnika wspianczkowego Tatry. Grań Hrubego.